# Мухоловка сапфірова
Мухоло́вка сапфірова (Ficedula sapphira) — вид горобцеподібних птахів родини мухоловкових (Muscicapidae). Мешкає в Гімалаях, горах Китаю і  Південно-Східної Азії.

## Опис

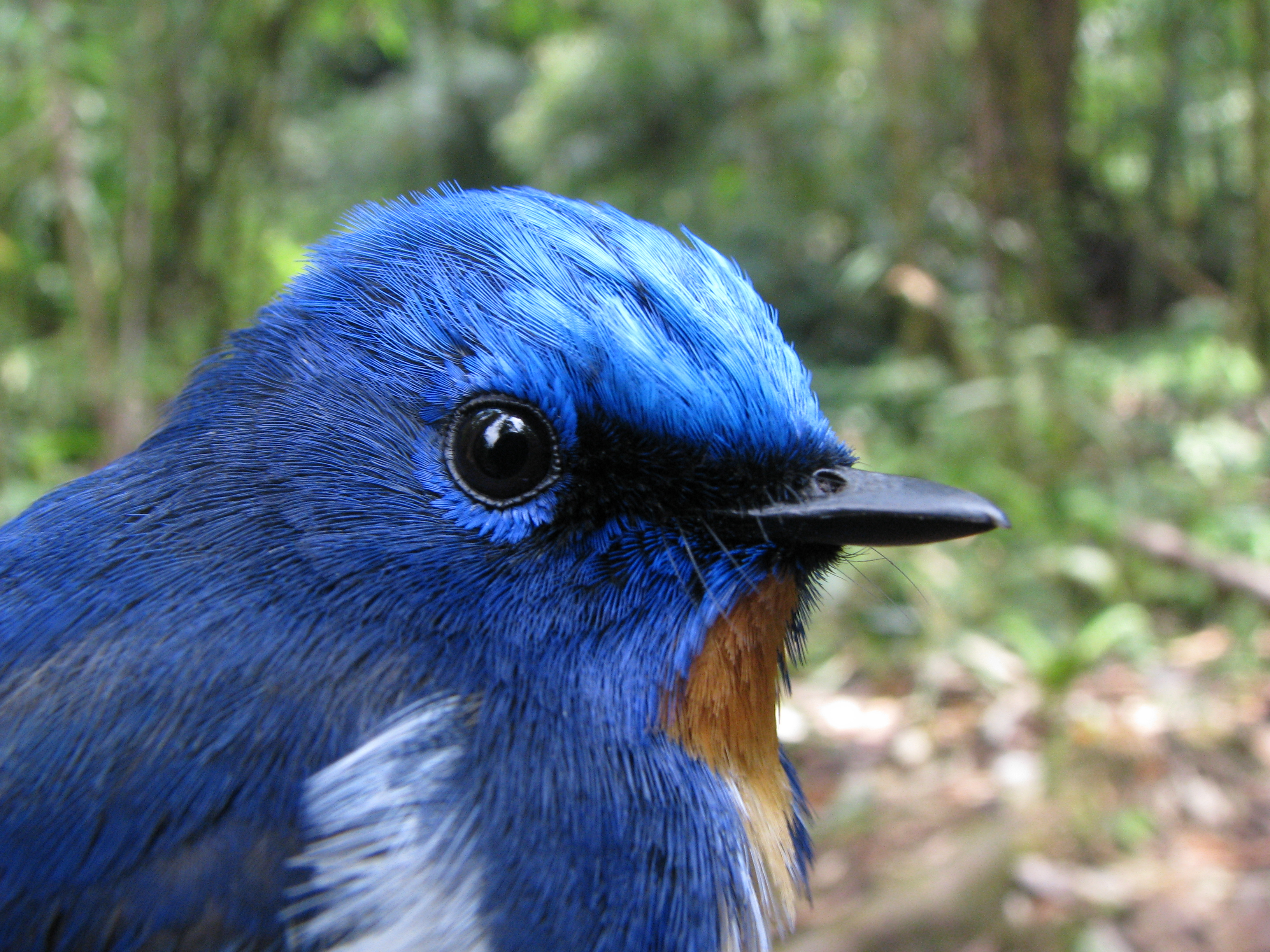
Сапфірова мухоловка

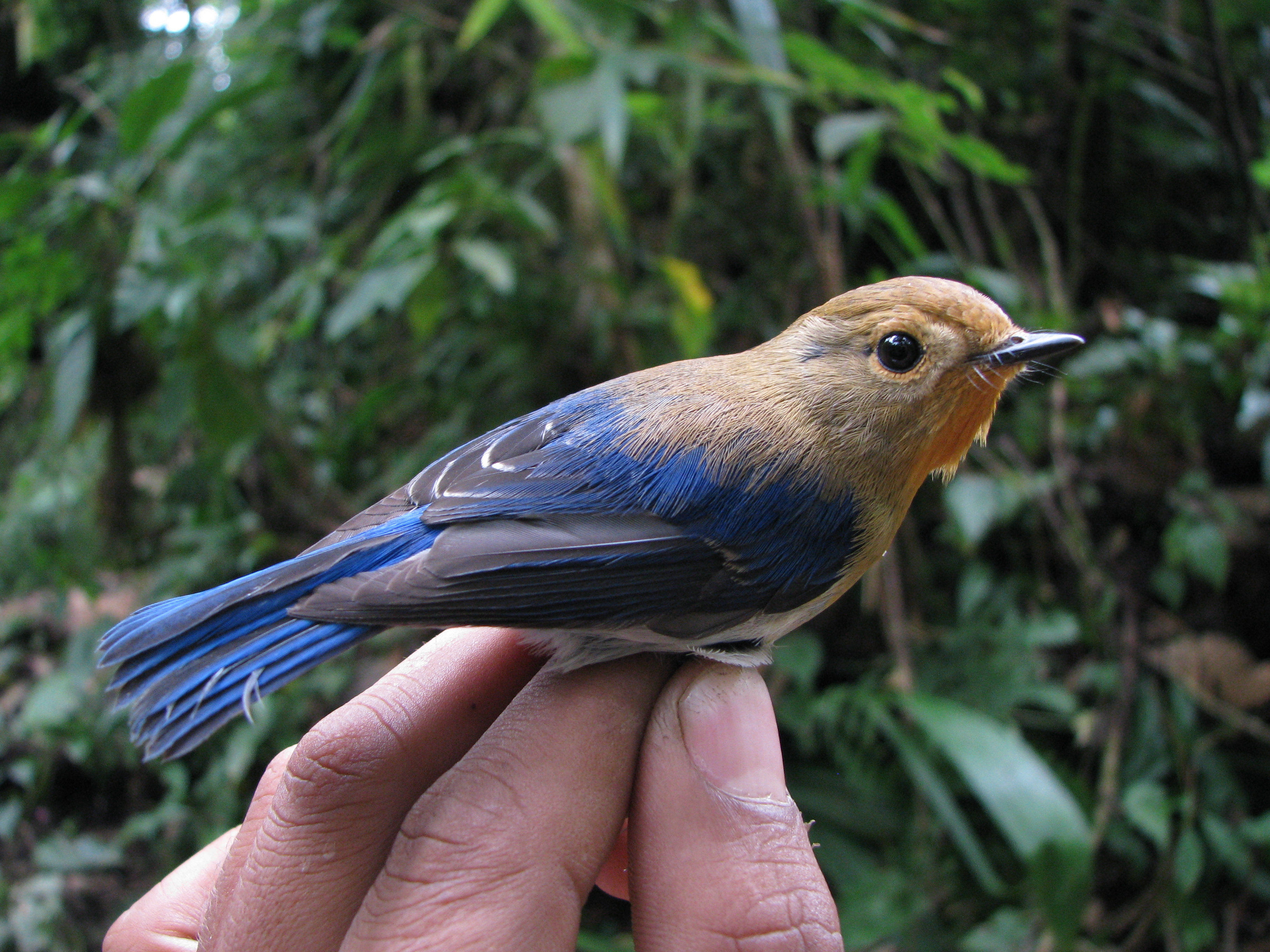
Молодий самець сапфірової мухоловки

Довжина птаха становить 10-12 см, вага 7-8 г. У самців верхня частина тіла сапфірово-синя, горло і груди оранжеві, груди з боків блакитні, живіт білий. У молодих самців голова коричнева. У самиць верхня частина тіла коричнева, верхні покривні пера хвоста іржасто-руді.

## Підвиди
Виділяють три підвиди:
- F. s. sapphira (Blyth, 1843) — східний Непал, Сіккім, Бутан, південно-східний Тибет і Північно-Східна Індія;
- F. s. laotiana (Delacour & Greenway, 1939) — захід центрального Китаю (від Сичуаня до півдня Шеньсі);
- F. s. tienchuanensis Cheng, T, 1964 — північно-західний Таїланд, північ Лаосу і В'єтнаму.

## Поширення і екологія
Сапфірові мухоловки мешкають в Непалі, Бутані, Індії, Китаї, М'янмі, Таїланді, Лаосі і В'єтнамі. Вони живуть у вічнозелених гірських лісах та у високогірних чагарникових заростях, на висоті від 2100 до 2800 м над рівнем моря. Взимку частина популяцій мігрує в долини. Зустрічаються поодинці або парами, взимку приєднуються до змішаних зграй птахів. Живляться дрібними комахами, їх личинками та іншими безхребетними. Сезон розмноження триває з кінця квітня по червень.